# Primera División de Paraguay
División Profesional de la Asociación Paraguaya de Fútbol, mer känt under namnet Primera División, eller på grund av sponsorskäl Copa de Primera TIGO-Visión Banco, är den paraguayanska högstadivisionen i fotboll som styrs av det paraguayanska fotbollsförbundet; Asociación Paraguaya de Fútbol. Totalt spelar 12 lag i ligan.

## Lag säsongen 2020
| Lag              | Stad        | Stadium                | Kapacitet |
| ---------------- | ----------- | ---------------------- | --------- |
| 12 de Octubre    | Itauguá     | Juan Canuto Pettengill | 10,000    |
| Cerro Porteño    | Asunción    | General Pablo Rojas    | 45,000    |
| General Díaz     | Luque       | General Adrián Jara    | 3,500     |
| Guaireña         | Villarrica  | Parque del Guairá      | 12,000    |
| Guaraní          | Asunción    | Rogelio Livieres       | 6,000     |
| Libertad         | Asunción    | Dr. Nicolás Leoz       | 10,000    |
| Nacional         | Asunción    | Arsenio Erico          | 4,000     |
| Olimpia          | Asunción    | Manuel Ferreira        | 25,000    |
| River Plate      | Asunción    | River Plate            | 6,500     |
| San Lorenzo      | San Lorenzo | Gunther Vogel          | 5,000     |
| Sol de América   | Villa Elisa | Luis Alfonso Giagni    | 10,000    |
| Sportivo Luqueño | Luque       | Feliciano Cáceres      | 25,000    |

## Titlar per klubb
| Klubb            | Mästare | Tvåa | Säsonger som vinnare | Säsonger som tvåa |
| ---------------- | ------- | ---- | --- | --- |
| Olimpia          | 44      | 25   | 1912, 1914, 1916, 1925, 1927, 1928, 1929, 1931, 1936, 1937, 1938, 1947, 1948, 1956, 1957, 1958, 1959, 1960, 1962, 1965, 1968, 1971, 1975, 1978, 1979, 1980, 1981, 1982, 1983, 1985, 1988, 1989, 1993, 1995, 1997, 1998, 1999, 2000, 2011 Clausura, 2015 Clausura, 2018 Apertura, 2018 Clausura, 2019 Apertura, 2019 Clausura | 1912, 1914, 1916, 1925, 1927, 1928, 1929, 1931, 1936, 1937, 1938, 1947, 1948, 1956, 1957, 1958, 1959, 1960, 1962, 1965, 1968, 1971, 1975, 1978, 1979, 1980, 1981, 1982, 1983, 1985, 1988, 1989, 1993, 1995, 1997, 1998, 1999, 2000, 2011 Clausura, 2015 Clausura, 2018 Apertura, 2018 Clausura, 2019 Apertura, 2019 Clausura |
| Cerro Porteño    | 32      | 33   | 1913, 1915, 1918, 1919, 1935, 1939, 1940, 1941, 1944, 1950, 1954, 1961, 1963, 1966, 1970, 1972, 1973, 1974, 1977, 1987, 1990, 1992, 1994, 1996, 2001, 2004, 2005, 2009 Apertura, 2012 Apertura, 2013 Clausura, 2015 Apertura, 2017 Clausura                                                                                  | 1914, 1937, 1938, 1942, 1945, 1948, 1951, 1953, 1957, 1958, 1959, 1960, 1964, 1968, 1971, 1976, 1980, 1984, 1991, 1993, 1995, 1997, 1998, 1999, 2006, 2010 Apertura, 2010 Clausura, 2011 Clausura, 2014 Clausura, 2015 Clausura, 2018 Apertura, 2018 Clausura, 2019 Apertura                                                 |
| Libertad         | 20      | 22   | 1910, 1917, 1920, 1930, 1943, 1945, 1955, 1976, 2002, 2003, 2006, 2007, 2008 Apertura, 2008 Clausura, 2010 Clausura, 2012 Clausura, 2014 Apertura, 2014 Clausura, 2016 Apertura, 2017 Apertura | 1909, 1924, 1927, 1928, 1929, 1931, 1944, 1950, 1952, 1953, 1954, 1956, 1967, 1977, 1990, 1992, 2004, 2005, 2009 Apertura, 2009 Clausura, 2013 Clausura, 2019 Clausura |
| Guaraní          | 11      | 16   | 1906, 1907, 1921, 1923, 1949, 1964, 1967, 1969, 1984, 2010 Apertura, 2016 Clausura | 1916, 1925, 1947, 1957, 1965, 1966, 1970, 1989, 1996, 2000, 2003, 2008 Clausura, 2013 Apertura, 2014 Apertura, 2015 Apertura, 2017 Apertura |
| Nacional         | 9       | 10   | 1909, 1911, 1924, 1926, 1942, 1946, 2009 Clausura, 2011 Apertura, 2013 Apertura | 1918, 1921, 1927, 1949, 1962, 1964, 1982, 1985, 2008 Apertura, 2012 Clausura |
| Sol de América   | 2       | 11   | 1986, 1991 | 1912, 1913, 1935, 1940, 1946, 1952, 1957, 1978, 1979, 1981, 1988 |
| Sportivo Luqueño | 2       | 4    | 1951, 1953 | 1975, 1983, 2001, 2007 |
| Presidente Hayes | 1       | 0    | 1952 | — |